# ViaSat-1
ViaSat-1 —  спутник связи, разработанный и эксплуатируемый американской компанией Viasat, Inc.. Предназначен для оказания услуг широкополосного доступа на территории континентальной части США, Аляски, Гавайев, а также, совместно с компанией Telesat, на территории Канады.   Спутник был запущен 19 октября 2011 года с космодрома Байконур с помощью ракеты-носителя Протон-М и работает на геостационарной орбите в позиции 115° з.д.,  принадлежащей острову Мэн и предоставившему орбитальный ресурс через компанию ManSat LLC.  На момент запуска спутник установил рекорд, как спутник связи с самой высокой пропускной способностью — 140 Гб/с. Расчетный срок активного существования спутника - 15 лет..

## История
Компания ViaSat,  совместно с канадской компанией Telesat в январе 2008 года заказали у компании SSL высокоскоростной спутник связи широкого покрытия.  Чуть позже к проекту подключилась европейская компания Eutelsat.
Запуск ViaSat-1 намечался на март 2011 года, однако в январе при транспортировке аппарата были получены повреждения. Старт был отложен на сентябрь, но и тогда он был перенесен из-за аварии ракеты-носителя.
После старта ракеты-носителя разгонный блок Бриз-М осуществил пять манёвров, в результате которых аппарат вышел на геостационарную орбиту с точкой стояния 115° западной долготы. Зона покрытия охватывает США, в том числе Аляску, Гавайи и Канаду.
Время работы аппарата оценивается в 15 лет. После завершения срока спутник будет отправлен на орбиту захоронения.

## Конструкция
Аппарат создан на платформе LS-1300S, имеющая повышенную мощность энергопитания по сравнению с базовой платформой LS-1300. Целевая аппаратура представляет собой 72 транспондера Ka-диапазона. 63 из них обеспечивают доступ к интернет-услугам на территории США и девять на территории Канады.
Электропитание осуществляется от двух раскладываемых пятисекционных солнечных батарей с размахом 26 метров и буферных аккумуляторов. Они обеспечивают мощность 12,4 кВт, из которых на полезную нагрузку приходится 8,8 кВт. Сухая масса составила 3650 кг, а стартовая 6740 кг.
Для удержания в рабочей точке и коррекции орбиты на ViaSat-1 установлены 4 плазменных двигателя SPT-100.